# Noir et Rouge
Pour les articles homonymes, voir Le Rouge et le Noir (homonymie).
Noir et Rouge, sous-titré Cahiers d'études anarchistes révolutionnaires, est une revue anarchiste créée en 1955 et publiée jusqu'en 1970.

## Historique
La revue est fondée dans le cadre des Groupes anarchistes d'action révolutionnaire (GAAR), scission de la Fédération communiste libertaire (FCL) après que cette dernière ait décidé de participer aux élections (congrès de Mâcon, novembre 1953).
Le premier numéro paraît en 1956.
À la suite de l'éclatement du groupe en 1961, certains rejoignent la Fédération anarchiste où ils forment la tendance Union des groupes anarchistes-communistes (UGAC).
Noir & Rouge a eu 46 numéros, passant du stade de simples feuilles ronéotés à des brochures imprimées. La revue, devenue indépendante[réf. nécessaire], disparait en 1970. Un de ses principaux animateurs est le directeur de la publication, Christian Lagant.
La revue a eu une certaine influence lors des événements de mai 1968 : Daniel Cohn-Bendit, après son retour en France en 1965, a fait partie du groupe, qu'il a connu par l'intermédiaire de son frère Gabriel,.

## Citation
« Sur l'anarchisme lui-même, l'article « Quelques réflexions » (voir ce no ) m'amènera aux conclusions et à une « défense » de l'anarchisme, oui, mais pas d'une église. C'est en ce sens que nous prîmes position sur le marxisme en disant que le clivage ne passait pas entre celui-ci et l'anarchisme mais entre léninisme et esprit libertaire ou anti-centralisme. C'est pour avoir énoncé cette conception toute simple, qui commence néanmoins à faire son chemin dans le mouvement libertaire, ainsi que la nécessité de nous confronter au marxisme par esprit normal d'ouverture, que les orthodoxes appelèrent notre tendance anarcho-marxisme ! » — Christian Lagant, Sur le Néo-Anarchisme.

## Numéros notables
- Sommaires de la revue Noir et Rouge (1956-1970), en ligne.
- Noir & Rouge, no 1, mars 1956 : Pourquoi Noir et Rouge ?
- Noir & Rouge, no 5, printemps 1957 : Franc-maçonnerie et anarchisme.

### Articles
- Guy Bourgeois, Pour un anticléricalisme révolutionnaire, no 3, automne 1956, lire en ligne.